# Minishift
Minishift es una herramienta open-source que permite correr OpenShift localmente corriendo un single-node cluster dentro de una máquina virtual.
Minishift utiliza libmachine para aprovisionar las máquinas virtuales, y OpenShift Origin para correr el cluster.

## Prerrequisitos
Minishift requiere de un hipervisor para iniciar la máquina virtual donde el clúster será aprovisionado.
El hipervisor depende del sistema operativo:
Mac OS X
- xhyve
- VirtualBox
- VMware Fusion

GNU/Linux
- KVM
- VirtualBox

Windows
- Hyper-V
- VirtualBox

## Comunidad
A su vez Minishift es un proyecto open-source dedicado a desarrollar y dar soporte a Minishift. 
El código base es una  bifurcación del proyecto Minikube (Kubernetes). 